# Пенья Энкарнада
«Пенья Энкарнада д’Андорра» (кат. Associació Club Penya Encarnada d'Andorra) — андоррский футбольный клуб из деревни Санта-Колома, выступающий во чемпионате Андорры. Домашние матчи проводит на стадионах Федерации футбола Андорры.

## История
Команда была образована в 2008 году поклонниками лиссабонской «Бенфики». В сезоне 2009/10 «Пенья Энкарнада» впервые приняла участие во втором дивизионе Андорры и заняла 7 место. В последующих четырёх сезонах клуб был аутсайдером Сегона Дивизио. Весной 2014 года «Пенья Энкарнада» участвовала в Кубке Федерации.
В сезоне 2014/15 команда заняла первое место во втором дивизионе и вышла в Примера Дивизио. Игрок Жоао Лима с 24 голами стал лучшим бомбардиром турнира.
Свою первую игру в высшем дивизионе команда провела 27 сентября 2015 года против «Энкама» (1:1). Первый гол «Пеньи Энкарнады» забил Цезарь Освальдо Эрнандес Уррутиа. По итогам сезона команда заняла последнее 8 место и вернулась в Сегону. В этом сезоне клуб «Каррой» являлся фарм-клубом «Пеньи Энкарнады».
В январе 2017 года клуб арендовал у «Сан-Жулии» троих игроков — Франческа Эстрагеса и Карлоса Гомеса и Диего Мариньо. Проведя в составе команды лишь вторую часть сезона Мариньо стал лучшим бомбардиром команды с 20 забитыми голами, заняв тем самым второе место в списке голеадоров Сегоны. К тому же Гомес забил 16 мячей. По итогам сезона «Пенья Энкарнада» заняла второе место во втором дивизионе, уступив «Интеру» и ей предстояли два поединка в рамках борьбы за место в чемпионате Андорры против седьмой команды Примеры. Первая игра против «Ордино» завершилась поражением со счётом (0:2). В ответной игре команда сумела обыграть соперника с разгромным счётом (5:1) и вернулась в Примера Дивизио.

## Стадион

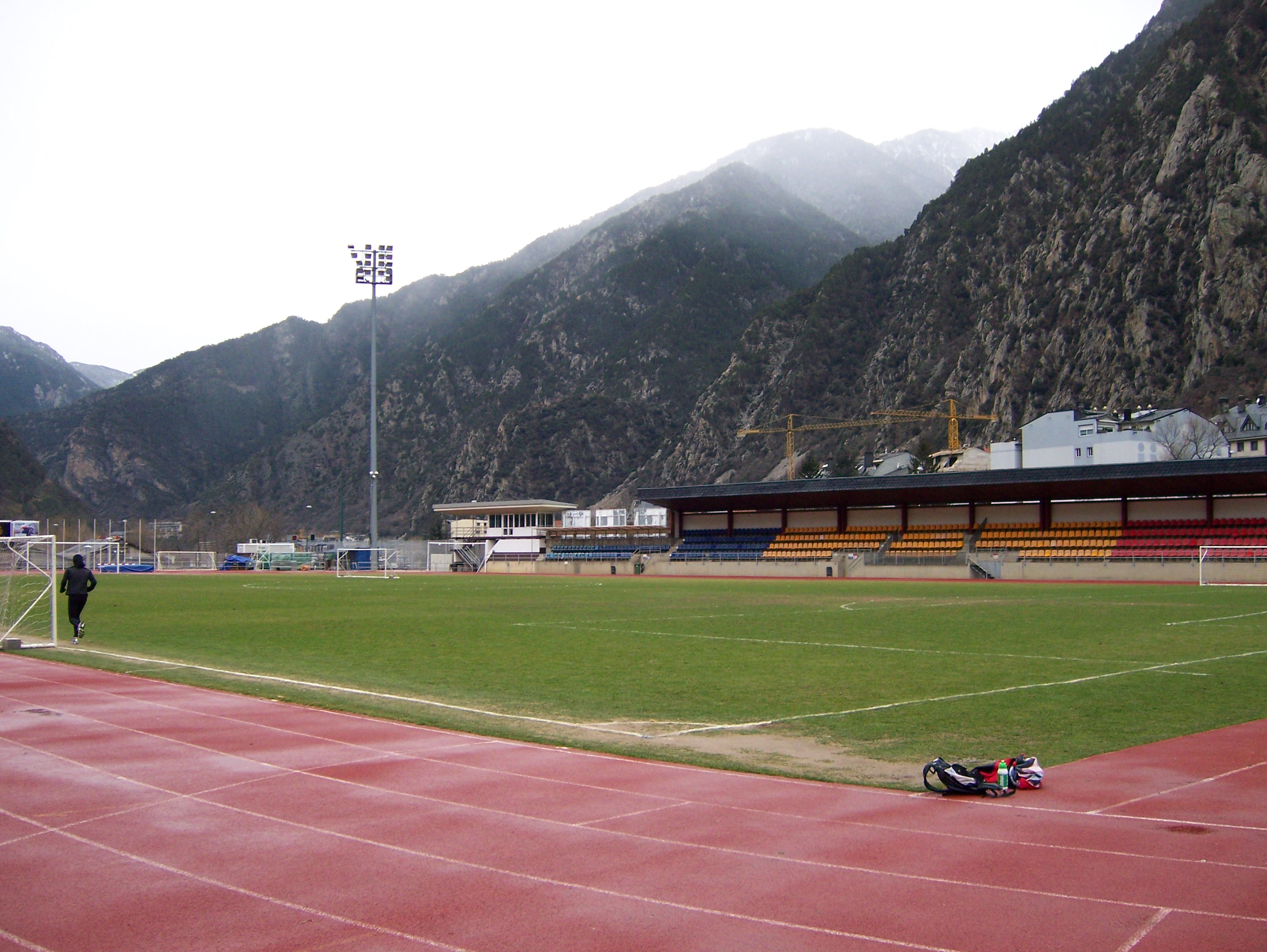
Стадион «Комуналь д’Ашоваль»

Футбольная федерация Андорры проводит матчи Примера и Сегона Дивизио на принадлежащих ей стадионах. Также федерация распределяет стадионы и поля для тренировок для каждой команды. Стадион «Комуналь д’Ашоваль» расположен на юге Андорры в Сан-Жулиа-де-Лория и вмещает 899 зрителей. Иногда матчи проводятся в приграничном с Андоррой испанском городе Алас-и-Серк, на стадионе «Сентре Эспортиу д'Алас», вмещающем 1500 человек или на тренировочном поле в Ордино.

## Достижения
- Победитель второго дивизиона Андорры (1): 2014/15
- Серебряный призёр второго дивизиона Андорры (1): 2016/17

## Главные тренеры
- Филипе Антонио Бусто Гуерра (2014—2015)
- Рубен Оливейра Фидалго (2016—н. в.)[15]

## Статистика
| Сезон   | Дивизион        | Место в чемпионате | И  | В  | Н | П  | ГЗ | ГП  | О  | Кубок Андорры | Кубок Федерации | Примечание                     |
| ------- | --------------- | ------------------ | -- | -- | - | -- | -- | --- | -- | ------------- | --------------- | ------------------------------ |
| 2009/10 | Сегона Дивизио  | 7 из 8             | 14 | 1  | 0 | 13 | 13 | 57  | 3  | 1/16 финала   |                 |                                |
| 2010/11 | Сегона Дивизио  | 7 из 10            | 18 | 1  | 4 | 13 | 27 | 50  | 13 | 1/16 финала   |                 |                                |
| 2011/12 | Сегона Дивизио  | 9 из 10            | 18 | 2  | 3 | 13 | 26 | 62  | 9  | 1/32 финала   |                 |                                |
| 2012/13 | Сегона Дивизио  | 11 из 12           | 22 | 5  | 0 | 17 | 30 | 103 | 15 | 1/32 финала   |                 |                                |
| 2013/14 | Сегона Дивизио  | 14 из 15           | 14 | 1  | 1 | 12 | 13 | 74  | 4  | 1/32 финала   | Групповой этап  |                                |
| 2014/15 | Сегона Дивизио  | 1 из 11            | 16 | 13 | 2 | 1  | 70 | 24  | 41 | 1/8 финала    |                 | Повышение                      |
| 2015/16 | Примера Дивизио | 8 из 8             | 20 | 1  | 3 | 16 | 15 | 58  | 6  | 1/4 финала    |                 | Понижение                      |
| 2016/17 | Сегона Дивизио  | 2 из 10            | 18 | 13 | 3 | 2  | 66 | 24  | 42 | 1/8 финала    |                 | Плей-офф за место в чемпионате |
| 2017/18 | Примера Дивизио |                    |    |    |   |    |    |     |    |               |                 |                                |